# Sonnenstrand

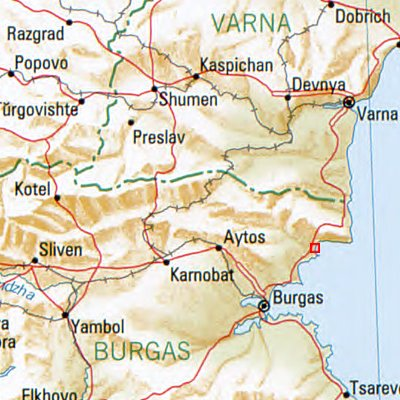
Sonnenstrand (rotes Viereck) – Bulgarien – Nachbarorte: Nessebar, Burgas, Ajtos, Karnobat, Warna

Slantschew brjag (bulgarisch Слънчев бряг [ˈsɫɤntʃɛf ˈbrjak], in englischer Transkription Slanchev bryag, wörtlich: „sonnige Küste“; in Deutschland als Sonnenstrand bekannt) ist ein bulgarischer Badeort am Schwarzen Meer in der Bucht von Nessebar im nördlichen Teil des Golfs von Burgas. Sonnenstrand ist der größte Tourismusort des Landes und wird als nationaler Kurort von der bulgarischen Regierung, der Gemeinde Nessebar und Vertretern der Hotelbesitzer verwaltet. Die nächste Großstadt ist die Provinzhauptstadt Burgas, rund 35 Kilometer südlich entfernt.
Im Jahre 1989 verfügte der Badeort über 108 Hotels mit über 27.000 Betten und über 130 Restaurants. Heute sind es über mehrere Hundert Restaurants, Bars und Kneipen sowie mindestens 800 Hotels (der Großteil wurde Anfang der 2000er Jahre erbaut), in denen über 200.000 Menschen untergebracht werden können. Der Strand ist acht Kilometer lang und bis zu 100 Meter breit. Südlich ist Sonnenstrand mit Nessebar beziehungsweise Rawda und im Norden mit Sweti Wlas zusammengewachsen. Sonnenstrand ist für sein intensives Nachtleben mit zahlreichen Bars, Pubs und Clubs bekannt und vor allem bei jüngeren Menschen beliebt.
Kulturhistorische Sehenswürdigkeiten finden sich nicht in Sonnenstrand –im Gegensatz zum Umland, siehe dazu Sehenswürdigkeiten in der Gemeinde Nessebar.
Sonnenstrand ist genauso wie die anderen Touristenhochburgen Albena und Goldstrand im Winter fast menschenleer.
In Sonnenstrand gibt es einen Kindergarten, eine Grundschule und ein Tourismusgymnasium.

## Verkehr
Die nächstgelegenen Flughäfen sind Burgas (circa 35 km) und Warna (circa 100 km), wobei die Anreise vom letzteren über eine zweispurige Passstraße durch das Balkangebirge erfolgt und bis zu drei Stunden mit dem Auto dauern kann. Die Strecke Burgas–Pomorie–Nessebar–Sonnenstrand ist größtenteils zweispurig (Stand Juni 2012). Sie ist die Hauptstrecke für die An- und Abfahrt der Touristen in den Gebieten nördlich von Burgas sowie eine wichtige nationale und internationale Verkehrsstraße zwischen Burgas und Warna bzw. zwischen der bulgarisch-türkischen und der bulgarisch-rumänischen Grenze (Europastraße 87). Daher kann es in den Sommermonaten auf dieser Strecke zu Staus kommen. Eine vierspurige Schnellstraße, welche den Verkehr entlasten sollte, befand sich im Bau und sollte 2014 fertiggestellt werden. Ferner soll Sonnenstrand an die geplante Schwarzmeerautobahn angeschlossen werden.
Regelmäßige Busverbindungen in alle größeren Städte Bulgariens werden vom Busbahnhof (Awtogara) abgewickelt. Busverbindungen nach Burgas (Fahrtdauer circa 30 min) finden halbstündlich statt und werden von mehreren Anbietern angeboten. In der Sommerzeit werden auch stündlich Busfahrten nach Sofia angeboten (Fahrtdauer circa 4 Stunden) und Plowdiw (Fahrtdauer circa 2,5 Stunden).
Sonnenstrand ist wie Nessebar nicht an das bulgarische Schienennetz angeschlossen. Der nächstgelegene Bahnhof befindet sich in Burgas (siehe Verkehr in Burgas), gegenüber vom Busbahnhof Süd (Awtogara jug).